# Dimbani
Dimbani ou Kizimkazi Dimbani est un village du sud de l'île de Tanzanie d'Unguja.